# Um Yang
Um Yang (UM YANG 음 양) ist eine Jazz-EP von Emma-Jean Thackray. Die am 18. und 19. Oktober 2019 in Haarlem, Niederlande, entstandenen Aufnahmen erschienen am 31. Juli 2020 auf dem Label Night Dreamer. Dabei leitete Thackray ein Septett, mit dem sie die beiden Tracks der EP im Direktschnittverfahren auf Vinyl aufgenommen hat.

## Hintergrund
Die Trompeterin Emma-Jean Thackray wurde von Night Dreamer Records eingeladen, Um Yang im Artone-Vintage-Aufnahmestudio in Haarlem, Niederlande, direkt auf CD aufzunehmen. Dabei wurde die Musik ihrer Band in einem Take ohne Overdubs oder Bearbeitungen aufgenommen. In Thackrays Band spielten Soweto Kinch (Saxophone), Lyle Barton (Fender Rhodes), Ben Kelly (Sousaphon), Dwayne Kilvington (Perkussion), Crispin Robinson (Congas) und Dougal Taylor (Schlagzeug).
Die Lockerheit der einleitenden Passage wird nach zwei einhalb Minuten durch das Läuten einer Kuhglocke und das Klappern von Bongos abgelöst und Ben Kelly beginne auf dem Sousaphon, die Grundlage für einen Groove zu legen, der das Stück im Weiteren definiere. Thackray intoniert „all must balance / all must balance“ zwischen einem hypnotischen Groove. Schließlich endet die A-Seite im Chaos und die B-Seite „Yang 양“ beginnt zunächst darin, jedoch führt das Stück zum melancholischen Zusammenspiel zwischen den Blechbläsern und Soweto Kinchs Saxophon.
Um Yang ist die koreanische Version des chinesischen taoistischen Yin und Yang, dem Konzept von Gleichgewicht, Dualität und Harmonie, nach dem alles im Universum, die Energie aller Dinge, ausgeglichen sein muss. Die beiden Tracks der EP seien entsprechend  strukturiert, schrieb Chris May, und wirkten effektiv als Spiegelbilder voneinander. „Spannung steckt hinter allen Dingen“, erklärte Thackray diese Aufnahmen. „Es ist die Geometrie, die Mathematik, auf der mein ganzes Wesen basiert, der Glaube an die Energiebänder. Die Musik handelt vom Universum. Es geht um die Energie aller Dinge. Und was ist realer als das? “

## Titelliste
- Emma-Jean Thackray – UM YANG 음 양 (Night Dreamer – ND006)[4]

1. UM 음 10:18
2. YANG 양 8:30

## Rezeption
Nach Ansicht von Chris May, der die EP in All About Jazz rezensierte, beginne das etwas längere Stück „Um“ wie ein Out-Take von dem Miles-Davis-Album In a Silent Way (1969), „bevor es sich in einen hinreißenden Schlagzeug- und Perkussion-Groove verwandelt, der bis 2020 reicht.“ Der Track werde mit dem Spiel des Saxophonisten Soweto Kinch stetig intensiver und wachse immer weiter aus. „Yan“ hingegen beginne mit 30 Sekunden Lärm, wie er möglicherweise Anfang der 1960er Jahre vom Saxophonisten Albert Ayler und dem Trompeter Don Ayler für ESP-Disk erzeugt wurde. Kinch führe das Ensemble auf dem Altsaxophon noch einmal, diesmal jedoch in die entgegengesetzte Richtung, nämlich zu einem friedlichen Abschluss. Nach der Meinung von Chris May zählt Um Yang zu den besten Jazzalben des Jahres.

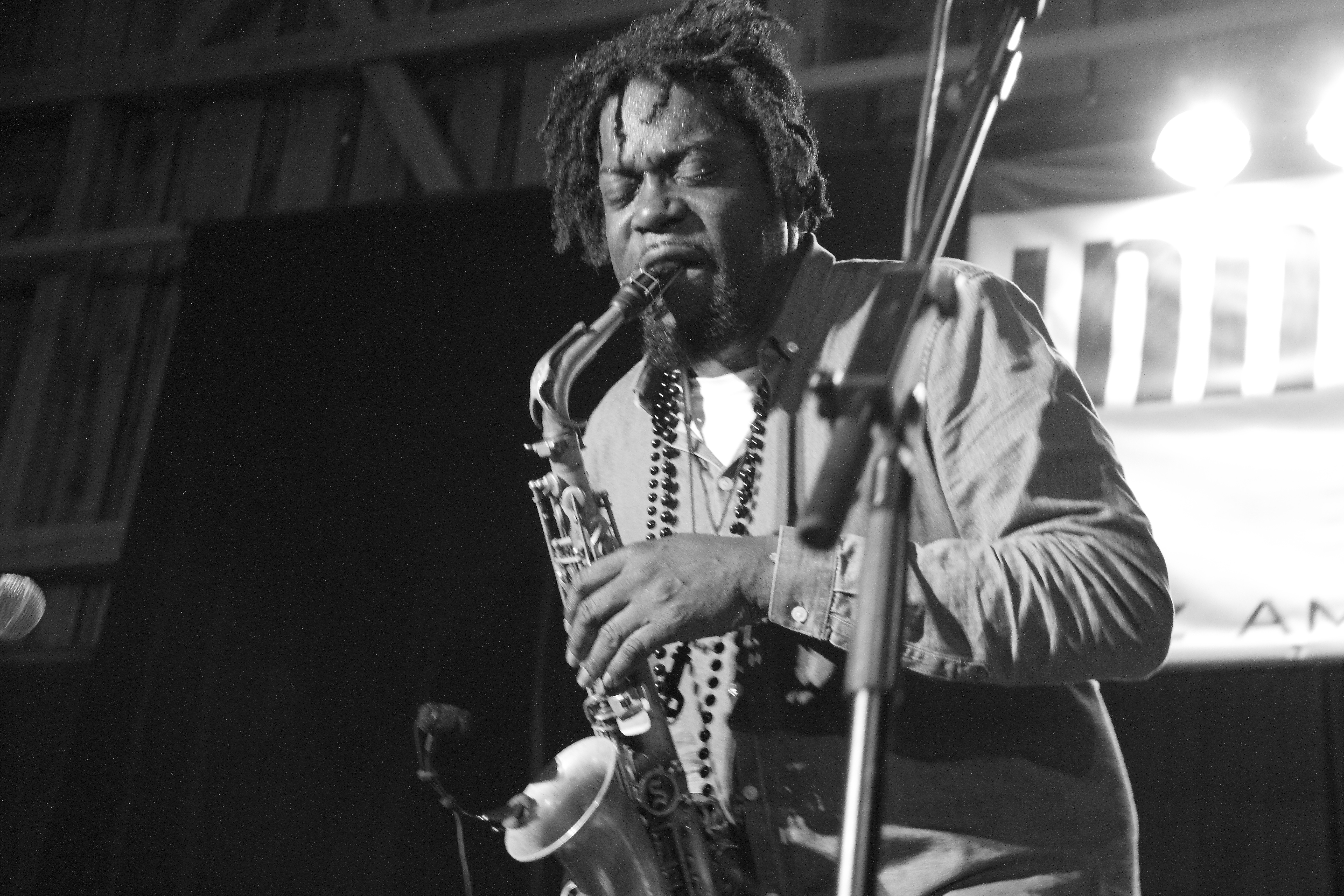
Soweto Kinch (INNtöne Jazzfestival 2018)

Peter Margasak schrieb in The Quietus, Emma-Jean Thackray habe oft Hip-Hop als Grundlage für ihre Musik eingesetzt, aber bei dieser neuen EP habe sie sich für einen unmittelbareren Ansatz entschieden. Sie zeige hier eine starke Affinität zu der Musik von Miles Davis aus den späten 60ern, indem sie mit Soweto Kinch in der Frontline multilineare Exkursionen über die Grooves entwickele, die von ihrer Rhythmusgruppe und dem Sousaphon Ben Kellys geformt würden.
AJ Dehany (London Jazz News) meinte, die Seele von Thackrays Veröffentlichung „UM 음 YANG 양“ werde speziell von offenem, Groove-basiertem Jazz genährt. Man müsse allerdings versuchen, die auf dem Fender Rhodes und der Trompete basierende Combo nicht mit Bitches Brew zu assoziieren, denn Thackray verfolge sowohl in der Klangfarbe als auch in der Produktion einen analogeren Ansatz. Insgesamt habe der Klang bei diesem speziellen Aufnahmeverfahren, schrieb Dehany weiter, eine ihm innewohnende „Unvollkommenheit, die ihm eine unverwechselbare und lebendige Energie verleiht. Das „Gleichgewicht“ der Aufzeichnung ergibt sich aus ihrem gemeinsamen Ethos. Was ich gehört habe, nennt der Komponist und Theoretiker Moss Freed ‚Auswahl der Spieler als kompositorischen Parameter‘.“
Nasch Ansicht von Dhruva Balram (New Musical Express) beruhe die Einstellung Thackrays zu ihrer Musik darauf, dass ihr Vater sie zu taoistischen Idealen erzogen hat, was einen großen Einfluss auf „UM 음 YANG 양“ habe. „Ich denke, die Ideale haben mein Leben auf so viele Arten gerettet, dass ich sie vielleicht lange, lange nicht vollständig verstehen werde“, zitiert sie die Aussagen der Musikerin über ihre Erziehung. „Sie wurden nicht nur Teil meines emotionalen Gleichgewichts, sondern auch Teil meines musikalischen Prozesses. Es war riesig, als ich aufwuchs, und es fiel mir schwer, dort aufzuwachsen, wo ich aufwuchs; es war wie ein Rettungsanker für mich.“
Liam Inscoe-Jones meinte, im Ergebnis sei „UM 음 YANG 양“ eine weitaus gewichtigere Aufnahme als ihre im Overdub-Verfahren entstandene Solo-EP Ley Lines (2018); sie sei vielmehr mit der knisternden Energie des Live-Spielens gefüllt. Die A-Seite „UM 음“ stamme aus derselben Welt wie Alice Coltranes helle und spirituelle Kompositionen. Die Direktheit dieser Musik passt zu ihrem Konzept: Die Ausgewogenheit des musikalischen Konzepts verleiht der Musik eine Vollständigkeit, ein Element von Thackrays Markenzeichen, das den Eindruck vermittelt, dass sich dieser zukünftige Star des britischen Jazz nur warmläuft.